# Mickie James
Mickie Lerae James (31 de agosto de 1979) é uma cantora, modelo e lutadora de luta livre profissional estadunidense. Atualmente trabalha para a Total Nonstop Action Wrestling sob o nome de ringue Mickie James.
James começou sua carreira de wrestling profissional em 1999 como um valet no circuito independente, onde era conhecida sob o nome de Alexis Laree. Ela já treinou em diversas empresas, porém, teve destaque em sua passagem pela Total Nonstop Action Wrestling, onde é a atual campeã Feminina da Empresa.

## No wrestling
- Finishing moves
  - Long Kiss Goodnight (Reverse Roundhouse Kick), antecipado por um beijo. - 2007
  - Mickie-DDT ou Mickie - DT(WWE)/ Laree DDT (circuito independente) Múltiplas variações:
    -  Standing Tornado DDT (normal)
    -  Jumping DDT (normal)
    -  Tornado DDT
    -  Running Springboard DDT
    -  Elevated Tornado DDT (circuito independente)

  - Mick-Kick (Reverse Roundhouse Kick) - 2005 - presente
  - Chick Kick (Roundhouse Kick) - 2006, durante storyline com Trish Stratus
  - Stratusfaction (Springboard Bulldog) - 2006, durante storyline com Trish Stratus
- Signature moves
  - Mick-a-rana (Rope aided twisting Hurricanrana)
  - Arm Trap Neckbreaker
  - One-handed cartwheel seguido de um Standing Monkey Flip
  - Snapmare seguido por um Baseball Slide na face do oponente
  - Thesz Press seguido de multiplos socos (às vezes em posição de pin)
  - Lou Thesz Press seguido de multiplos socos
  - Victory Roll como Wheelbarrow counter
  - Headscissors Takedown
  - Modified Spinning Arm Drag Takedown e variações 2006 - meados de 2009
  - Bridging Cradle Suplex - 2005 - meados de 2007
  - Sucessão de clothesline, elbow drop e double knife-edge drop
  - Top Rope Sunset Flip
  - Guillotine Hold
  - Sleeper Hold
  - Single Leg Boston Crab
  - Missile Dropkick
  - Diving Crossbody
  - Super Kick
  - Flapjack
  - Sunset Flip
  - Diving Crossbody
  - Hurricanrana
  - Bronco Buster (circuito independente)
  - Texas Cloverleaf (circuito independente)
- Managers

| - A.J. Styles - Chris Cage - CM Punk - Joey Matthews | - Julio Dinero - Steve Corino - Tommy Dreamer - Trish Stratus - Victoria - Melina - Ashley - Maria |

## Títulos e prêmios
- CyberSpace Wrestling Federation
  - CSWF Women's Championship (1 vez)[8]
- Delaware Championship Wrestling
  - DCW Women's Championship (1 vez)[8]
- Impact Championship Wrestling

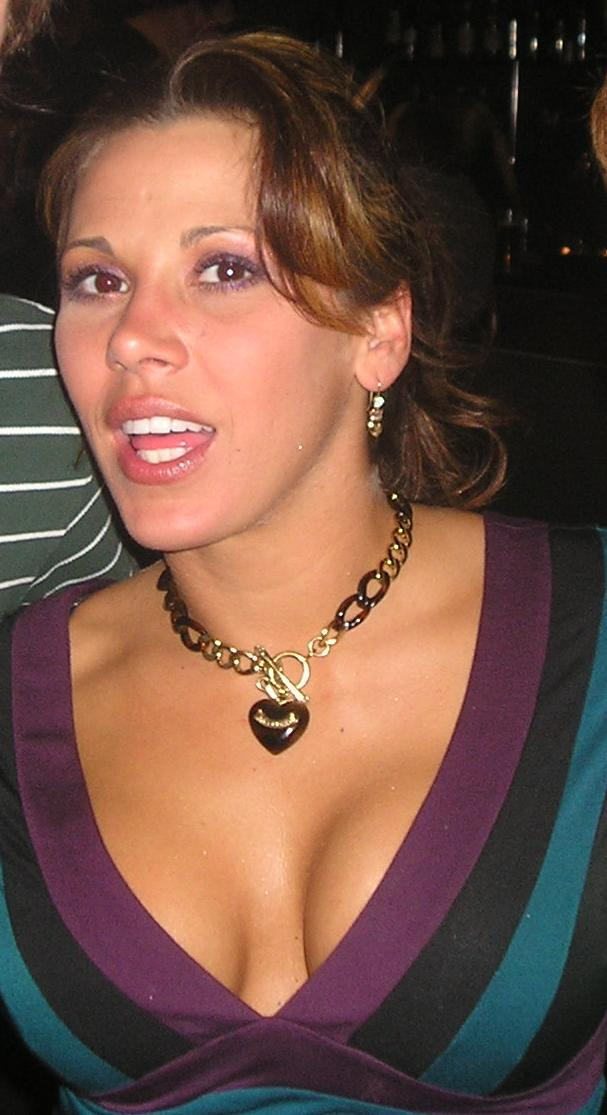
James antes do Torneio WrestleMania Revenge.

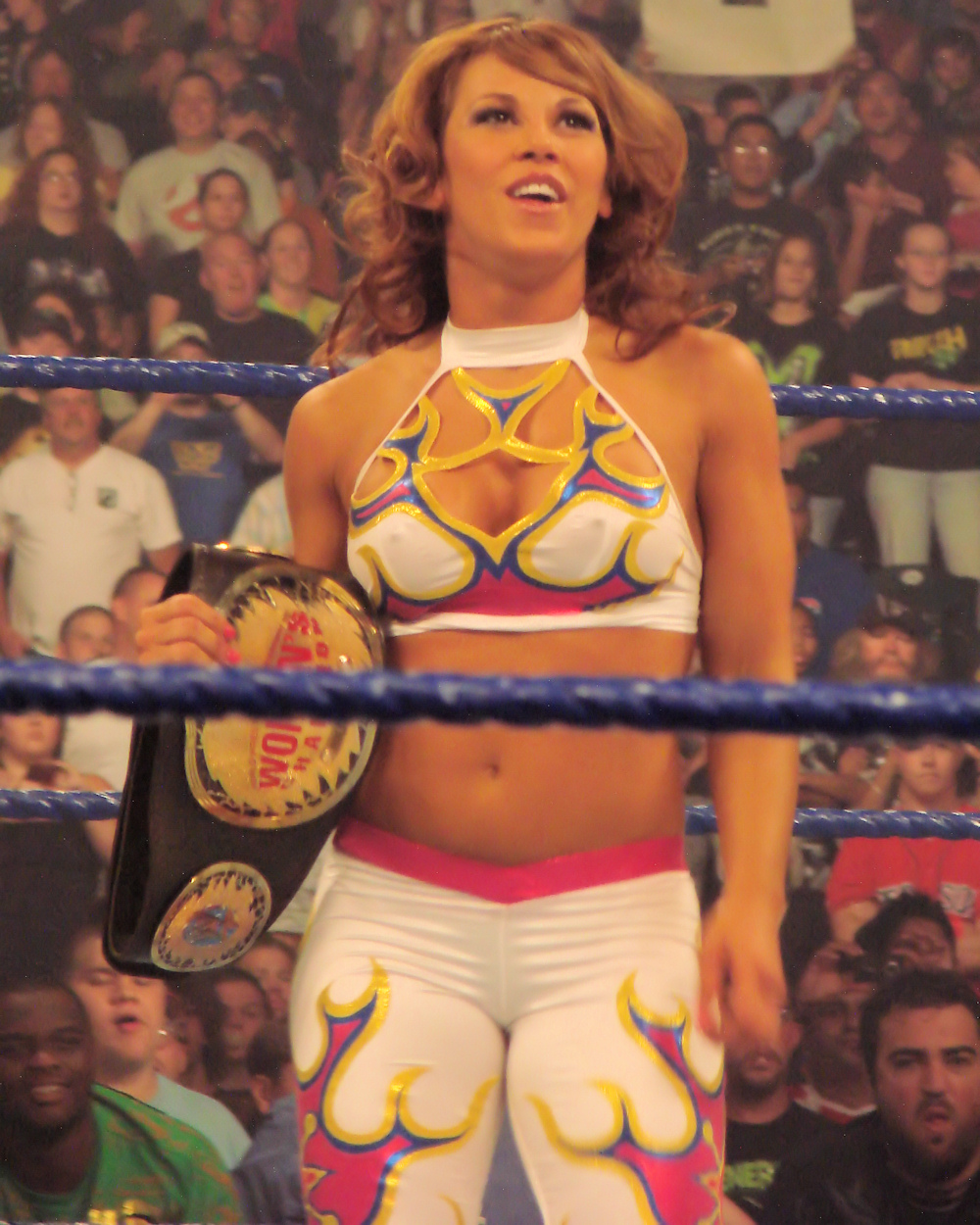
Mickie James em seu quarto reinado com WWE Women's Champion.

  - ICW Super Juniors Championship (4 vez)[8]
- Premier Wrestling Federation
  - PWF Universal Women's Championship (5 vez)[8]
- Southern Championship Wrestling
  - SCW Diva Championship (5 vez)[8]
- Ultimate Championship Wrestling
  - UCW Women's Championship (5 vez)[8]
- Ultimate Wrestling Federation
  - UWF Women's Championship (2 vezes)[8]
- WWE
  - WWE Women's Championship (1956–2010) (5 vezes)
  - WWE Divas Championship (1 vez)
- TNA
  -     - TNA Knockout Women's Championship (4 vezes)
- Pro Wrestling Illustrated
  - PWI a colocou em #4 das 50 melhores wrestlers femininas de 2008.
  - PWI a colocou em #1 das 50 melhores wrestlers femininas de 2009.
  - PWI a colocou em #8 das 50 melhores wrestlers femininas de 2010.
  - PWI a colocou em #3 das 50 melhores wrestlers femininas de 2011.
  - PWI a colocou em #16 das 50 melhores wrestlers femininas de 2012.
  - PWI a colocou em #2 das 50 melhores wrestlers femininas de 2013.

## Vida pessoal
James é fã de wrestling desde criança e ia a shows com o seu pai. Seus lutadores preferidos são Randy Savage, Ricky Steamboat, Ric Flair e Sherri Martel. Antes de ganhar fama na WWE, James posou nua em maio de 2000 na revista Leg Show. Ela é ex-noiva do lutador Ken Doane.  Em 13 de abril de 2008, James, juntamente com Layla, Melina e Kelly Kelly, apareceu em um episódio de Celebrity Fit Club Boot Camp. É casada com o também pro wrestler Nick Aldis, com quem tem um filho.